# 고천중학교 축구부
고천중학교 축구부는 경기도 의왕시에 위치한 고천중학교의 축구부이다. 

## 같이 보기
- 고천중학교